# Giovanni Treccani
Giovanni Treccani degli Alfieri (italià: [dʒoˈvanni trekˈkaːni]), 3 de gener de 1877 - 6 de juliol de 1961, va ser un industrial tèxtil italià, editor i mecenes cultural. Va patrocinar l'Institut Giovanni Treccani, establert el 18 de febrer de 1925 per publicar l'Enciclopedia Italiana (actualment més coneguda amb el seu propi nom, Enciclopedia Treccani).
Treccani era fill d'un farmacèutic. Als 17 anys va emigrar a Alemanya per treballar com a treballador tèxtil. El 1924, esdevingué senador d'Itàlia. El 1925 es va començar a treballar a l'Institut d'Enciclopèdia Italiana. El 1937 se li va concedir el títol de comte i el 1939 va rebre un títol honoris causa en literatura per la Universitat de Milà.